# Saison 1987-1988 du Quimper CFC
Maillots
Chronologie
Saison précédente Saison suivante
La saison 1987-1988 du Quimper Cornouaille Football Club (Quimper CFC) débute le 18 juillet 1987 avec la première journée du Championnat de France de Division 2 (Groupe B), pour se terminer le 21 mai 1988 avec la dernière journée de cette compétition.
Le Quimper CFC est également engagé en Coupe de France où il atteint les quarts de finale (éliminé par le futur vainqueur le FC Metz).

## Résumé de la saison
La saison 1987-1988 est placée sous le signe de la reconstruction financière et sportive. Le club voit le départ de Pierre Garcia, le coach est remplacé par Georges Peyroche, le nouvel entraîneur qui a entraîné comme dernier club, le Paris SG. Le club a de grandes ambitions, la montée en D1 d’ici quelques années. Le Quimper CFC recrute Sokal, Monczuk, Le Breton, Picot, Francini en provenance de l’OM, Manuel Abreu et Živko Slijepčević, joueur yougoslave. Le début de saison est décevant, l’équipe qui a le niveau pour jouer la montée, joue dans le bas de tableau et est relégable à plusieurs reprises mais arrive à se relancer après une série de six matchs sans défaite et atteint la 8e place lors de la 12e journée. Hors championnat, le club se qualifie pour les 32ème finale de la Coupe de France en battant l'US Granville, quatre à zéro lors du 7e tour et La Chaume, neuf buts à zéro dont un triplé de Monczuk et un doublé de Slijepcevic. Après cette belle série en championnat, le club sombre dans le classement, il enchaîne six matchs sans victoire et se retrouve relégable. Le club retrouve la victoire contre Abbeville et après une défaite contre Dunkerque, les Quimpérois enchaînent trois victoires et sortent de la zone rouge. En Coupe de France, au stade du Moustoir à Lorient, le QCFC remporte son 32ème de finale contre le Stade rennais par quatre buts à un, buts signés par Monczuk (doublé), Picot et Francini. Le QCFC tire comme adversaire pour les 16e de Coupe de France, le SO Cholet, pensionnaire de D3. Après ce succès et une défaite à Rouen, le club surclasse l'EA Guingamp lors d’un derby à Penvillers. Devant 3 293 spectateurs, les Quimpérois s’imposent sept buts à zéro, dont un quintuplé de Monczuk et signe son plus gros succès lors d’un match de D2. Trois jours plus tard, le QCFC dispute le match aller des 16e contre Cholet et à Penvillers, ils s’imposent deux buts à un grâce à des buts de Monczuk et Marzin et prennent une bonne option pour la qualification en 8e de finale. Une semaine plus tard, après un nul face à La Roche-sur-Yon, le club se déplace à Cholet et après une ouverture du score rapide de Monczuk, à la 12e minute de jeu, les Quimpérois encaissent aucun but et à la 90e, valide pour de bon leur qualification grâce à un second but de Monczuk. Le club se qualifie pour la première fois en 8e de finale de la Coupe de France et lors du tirage au sort, il tire La Roche sur Yon, adversaire en championnat jouant le maintien. Durant l'entre-deux-tours, le QCFC s’impose contre Fontainebleau mais s’incline contre l'US Valenciennes. L’équipe du QCFC se rend à La Roche-sur-Yon pour jouer le premier 8e de l’histoire du club. Le match aller débute bien puisque La Roche-sur-Yon marque contre son camp à la 11e minute mais égalise trois minutes plus tard sur penalty. Le match est serré mais après l’heure de jeu, Monczuk marque par deux fois, à la 60e et à la 69e minute. Le match se termine et Quimper prend une option pour les quarts de finale. Cinq jours plus tard, le match retour a lieu au Stade de Penvillers et les deux équipes n’arrivent pas à se départager, Monczuk ouvre le score, Blachon égalise pour La Roche, Slijepcevic redonne l’avantage à Quimper mais Blachon marque de nouveau et les deux équipes sont à nouveau à égalité. Finalement, le score est de deux partout et Quimper se qualifie pour la première fois en ¼ de finale. Le tirage au sort a lieu et les finistériens tirent le FC Metz, club de Division 1 et vainqueur de l’édition il y a 4 ans. Après la qualification en quart, l’équipe perd ses deux matchs de championnat contre Reims et Mulhouse. Le 10 mai, le Stade de Penvillers se remplit, 10 089 spectateurs se rendent au stade pour voir le match, le match commence, les deux équipes s’observent et à la 34e minute sur un coup franc, Monczuk reprend le ballon dans la surface et marque dans le but messin. Durant le reste du match, les deux équipes se créent de grosses occasions notamment le QCFC qui à la dernière minute, loupe le deux à zéro, le tir étant arrêté par Michel Ettore, le gardien messin. Le Quimper CFC s'impose et prend une bonne option pour le match retour au Stade-Saint Symphorien. Après un match nul contre le Stade rennais, un but partout. Monczuk est atteint d’une septicémie et ne peut pas jouer le match retour contre le FC Metz. L’équipe se rend à Saint-Symphorien pour le match retour des ¼ de finale de la Coupe de France, sans Monczuk, qui a marqué la moitié des buts de l’équipe en Coupe dont le but victorieux au match aller. Le match débute et Quimper s’offre une grosse occasion puisque Francini sur une demi-volée touche la transversale. Les messins ouvrent le score juste avant la mi-temps et reviennent à égalité avec les Quimpérois sur l’ensemble des deux matchs. En seconde période, les messins marquent un second but et prennent l’avantage sur l’ensemble des deux matchs. A la 69e minute, Gilet est exclu et Quimper se retrouve à dix et dès lors Metz domine le match et dans les dix dernières minutes marquent à trois reprises et remportent le match, cinq buts à zéro. Quimper est éliminé et le FC Metz remporte la finale contre Sochaux et remporte sa deuxième Coupe de France. Pour sa dernière rencontre de la saison, l’équipe de Georges Peyroche s’incline à Angers et termine finalement 14e du classement du groupe.

## L'effectif de la saison
| Poste | Nat. | Nom                | Naissance         | Sélection | Championnat | Championnat | Coupe France | Coupe France | Total Saison | Total Saison |
| Poste | Nat. | Nom                | Naissance         | Sélection | M           | But inscrit | M            | But inscrit  | M            | But inscrit  |
| ----- | ---- | ------------------ | ----------------- | --------- | ----------- | ----------- | ------------ | ------------ | ------------ | ------------ |
| G     | FRA  | Thierry Caby       | 1 avril 1963      | -         | 19          | 0           | 7            | 0            | 26           | 0            |
| G     | FRA  | Alain Wantz        | 11 mai 1962       | -         | 8           | 0           | 0            | 0            | 8            | 0            |
| G     | FRA  | Richard Ruffier    | 25 août 1959      | -         | 7           | 0           | 0            | 0            | 7            | 0            |
| D     | FRA  | Manuel Abreu       | 8 janvier 1959    | -         | 23          | 1           | 5            | 0            | 28           | 1            |
| D     | FRA  | Philippe Peru      | 27 octobre 1964   | -         | 10          | 0           | 5            | 0            | 15           | 0            |
| D     | FRA  | Stéphane Gilet     | 16 juin 1964      | -         | 18          | 1           | 3            | 0            | 21           | 1            |
| D     | FRA  | Didier Le Borgne   | 5 juin 1956       | -         | 0           | 0           | 0            | 0            | 0            | 0            |
| D     | FRA  | Florent Phillipe   | 5 août 1965       | -         | 24          | 0           | 5            | 0            | 29           | 0            |
| D     | FRA  | Jean-Luc Sokal     | 14 juin 1961      | -         | 33          | 0           | 7            | 0            | 31           | 2            |
| D     | FRA  | Alain Garraud      | 4 août 1961       | -         | 22          | 0           | 5            | 0            | 27           | 0            |
| M     | FRA  | Jean-Yves Francini | 10 août 1961      | -         | 28          | 1           | 7            | 1            | 35           | 2            |
| M     | FRA  | Lucien Goadec      | 13 septembre 1961 | -         | 30          | 0           | 5            | 0            | 35           | 0            |
| M     | FRA  | Didier Jaffrès     | 29 octobre 1959   | -         | 26          | 0           | 6            | 0            | 32           | 0            |
| M     | FRA  | Yvan Le Breton     | 29 janvier 1961   | -         | 0           | 0           | 0            | 0            | 0            | 0            |
| M     | FRA  | Yves Colleu        | 26 février 1965   | -         | 0           | 0           | 0            | 0            | 0            | 0            |
| M     | SER  | Živko Slijepčević  | 9 août 1957       | -         | 31          | 3           | 7            | 1            | 38           | 4            |
| A     | CMR  | Eugène Ekéké       | 30 mai 1960       | Cameroun  | 26          | 3           | 3            | 0            | 29           | 3            |
| A     | FRA  | Pascal Laguillier  | 30 janvier 1968   | -         | 9           | 0           | 1            | 0            | 10           | 0            |
| A     | FRA  | Fabrice Picot      | 20 mai 1960       | -         | 32          | 11          | 7            | 1            | 39           | 12           |
| A     | FRA  | Hervé Marzin       | 20 juin 1966      | -         | 7           | 0           | 1            | 1            | 8            | 1            |
| A     | BEN  | Sadou Di Rego      | 5 février 1960    | -         | 16          | 1           | 4            | 0            | 20           | 1            |
| A     | FRA  | Didier Monczuk     | 18 février 1961   | -         | 30          | 20          | 6            | 14           | 36           | 34           |

## Les rencontres de la saison

### Liste
| Match | Date         | Compétition     | Tour        | Adversaire       | Lieu ¹ | Score | Affluence |
| ----- | ------------ | --------------- | ----------- | ---------------- | ------ | ----- | --------- |
| 1     | 18 juillet   | Division 2      | 1           | Angers           | D      | 1-1   | 3 650     |
| 2     | 25 juillet   | Division 2      | 2           | Beauvais         | E      | 2-5   | 1 778     |
| 3     | 1er août     | Division 2      | 3           | Caen             | D      | 1-0   | 3 406     |
| 4     | 8 août       | Division 2      | 4           | Strasbourg       | D      | 0-1   | 3 500     |
| 5     | 14 août      | Division 2      | 5           | Abbeville        | E      | 0-1   | 2 154     |
| 6     | 19 août      | Division 2      | 6           | Dunkerque        | D      | 1-0   | 3 321     |
| 7     | 22 août      | Division 2      | 7           | Nancy            | E      | 1-1   | 4 065     |
| 8     | 29 août      | Division 2      | 8           | Lorient          | D      | 2-3   | 6 808     |
| 9     | 2 septembre  | Division 2      | 9           | Saint-Dizier     | E      | 1-1   | 3 341     |
| 10    | 12 septembre | Division 2      | 10          | Rouen            | D      | 2-0   | 3 279     |
| 11    | 3 octobre    | Division 2      | 12          | La Roche-sur-Yon | D      | 2-1   | 2 000     |
| 12    | 7 octobre    | Division 2      | 11          | Guingamp         | E      | 3-2   | 2 000     |
| 13    | 10 octobre   | Division 2      | 13          | Melun            | E      | 1-1   | 1 262     |
| 14    | 24 octobre   | Division 2      | 15          | Reims            | E      | 0-2   | 3 758     |
| 15    | 31 octobre   | Division 2      | 16          | Mulhouse         | D      | 0-2   | 2 603     |
| 16    | 7 novembre   | Division 2      | 17          | Rennes           | E      | 1-3   | 4 404     |
| 17    | 11 novembre  | Division 2      | 14          | Valenciennes     | D      | 2-2   | 1 753     |
| 18    | 14 novembre  | Division 2      | 18          | Beauvais         | D      | 0-0   | 1 318     |
| 19    | 20 novembre  | Division 2      | 19          | Caen             | E      | 0-0   | 3 621     |
| 20    | 27 novembre  | Division 2      | 20          | Strasbourg       | E      | 0-2   | 5 500     |
| 21    | 4 décembre   | Division 2      | 21          | Abbeville        | D      | 2-1   | 1 303     |
| 22    | 12 décembre  | Division 2      | 22          | Dunkerque        | E      | 0-1   | 806       |
| 23    | 22 décembre  | Coupe de France | 7e tour     | US Granville     | E      | 4-0   | -         |
| 24    | 16 février   | Coupe de France | 8e tour     | La Chaume        | E      | 9-0   | 1 480     |
| 25    | 20 février   | Division 2      | 23          | Nancy            | D      | 2-0   | 2 210     |
| 26    | 27 février   | Division 2      | 24          | Lorient          | E      | 4-1   | 3 459     |
| 27    | 5 mars       | Division 2      | 25          | Saint-Dizier     | D      | 2-1   | 1 863     |
| 28    | 12 mars      | Coupe de France | 1/32 finale | Rennes           | N      | 4-1   | 5 521     |
| 29    | 19 mars      | Division 2      | 26          | Rouen            | E      | 2-3   | 2 699     |
| 29    | 26 mars      | Division 2      | 27          | Guingamp         | D      | 7-0   | 3 293     |
| 31    | 30 mars      | Coupe de France | 1/16 finale | Cholet           | D      | 2-1   | 4 000     |
| 32    | 2 avril      | Division 2      | 28          | La Roche-sur-Yon | E      | 1-1   | 1 346     |
| 33    | 5 avril      | Coupe de France | 1/16 finale | Cholet           | E      | 2-0   | 5 000     |
| 34    | 9 avril      | Division 2      | 29          | Melun            | D      | 1-0   | 1 945     |
| 35    | 16 avril     | Division 2      | 30          | Valenciennes     | E      | 0-1   | 2 180     |
| 36    | 19 avril     | Coupe de France | 1/8 finale  | La Roche-sur-Yon | E      | 3-1   | 3 000     |
| 37    | 23 avril     | Coupe de France | 1/8 finale  | La Roche-sur-Yon | D      | 2-2   | 6 503     |
| 38    | 30 avril     | Division 2      | 31          | Reims            | D      | 0-1   | 1 066     |
| 39    | 7 mai        | Division 2      | 32          | Mulhouse         | E      | 1-2   | 1 200     |
| 40    | 10 mai       | Coupe de France | ¼ finale    | Metz             | D      | 1-0   | 16 089    |
| 41    | 14 mai       | Division 2      | 33          | Rennes           | D      | 1-1   | 1 882     |
| 42    | 18 mai       | Coupe de France | ¼ finale    | Metz             | E      | 0-5   | 13 457    |
| 43    | 21 mai       | Division 2      | 34          | Angers           | E      | 0-2   | 1 820     |

- 1 N : terrain neutre ; D : à domicile ; E : à l'extérieur ; drapeau : pays du lieu du match international

### Affluence
L'affluence à domicile du Quimper CFC atteint un total :
- de 45 200 spectateurs en 17 rencontres de Division 2, soit une moyenne de 2 658/match.
- de 26 592 spectateurs en 3 rencontres de Coupe de France, soit une moyenne de 6 864/match.
- de 71 792 spectateurs en 20 rencontres au total, soit une moyenne de 3 290/match.

Affluence du Quimper Cornouaille Football Club à domicile

## Bilan des compétitions
| Compétition     | Vainqueur final | Débute au tour | Place ou tour final | Première rencontre | Dernière rencontre | Nombre |
| --------------- | --------------- | -------------- | ------------------- | ------------------ | ------------------ | ------ |
| Division 2      | RC Strasbourg   | 1re journée    | 14e du Groupe B     | 18 juillet 1987    | 21 mai 1988        | 34     |
| Coupe de France | FC Metz         | 7e tour        | Quart de finale     | 19 décembre 1987   | 18 mai 1988        | 9      |

### Division 2 - Groupe B

#### Classement
| Rang | Équipe                  | Pts | J  | G  | N  | P  | Bp | Bc | Diff |
| ---- | ----------------------- | --- | -- | -- | -- | -- | -- | -- | ---- |
| 11   | Abbeville               | 31  | 34 | 11 | 9  | 14 | 31 | 36 | -5   |
| 12   | Guingamp                | 31  | 34 | 9  | 13 | 12 | 42 | 55 | -13  |
| 13   | Beauvais                | 31  | 34 | 9  | 13 | 12 | 23 | 37 | -14  |
| 14   | Quimper                 | 29  | 34 | 10 | 9  | 15 | 42 | 43 | -1   |
| 15   | AEP Bourg-sous-la-Roche | 26  | 34 | 9  | 8  | 17 | 31 | 36 | -5   |
| 16   | CO Saint-Dizier         | 25  | 34 | 9  | 7  | 18 | 42 | 55 | -13  |
| 17   | Entente MF 77           | 23  | 34 | 7  | 9  | 18 | 23 | 37 | -14  |

#### Résultats
| Total  | Total  | Total | Total | Total | Total | Total | Total | Domicile | Domicile | Domicile | Domicile | Domicile | Domicile | Extérieur | Extérieur | Extérieur | Extérieur | Extérieur | Extérieur |
| Matchs | Points | V     | N     | D     | BP    | BC    | Diff. | V        | N        | D        | BP       | BC       | Diff.    | V         | N         | D         | BP        | BC        | Diff.     |
| ------ | ------ | ----- | ----- | ----- | ----- | ----- | ----- | -------- | -------- | -------- | -------- | -------- | -------- | --------- | --------- | --------- | --------- | --------- | --------- |
| 34     | 29     | 10    | 9     | 15    | 42    | 43    | -1    | 8        | 4        | 5        | 25       | 14       | +11      | 2         | 5         | 10        | 17        | 29        | -12       |

#### Résultats par journée
| Journée   | 01 | 02 | 03 | 04 | 05 | 06 | 07 | 08 | 09 | 10 | 11 | 12 | 13 | 14 | 15 | 16 | 17 | 18 | 19 | 20 | 21 | 22 | 23 | 24 | 25 | 26 | 27 | 28 | 29 | 30 | 31 | 32 | 33 | 34 |
| --------- | -- | -- | -- | -- | -- | -- | -- | -- | -- | -- | -- | -- | -- | -- | -- | -- | -- | -- | -- | -- | -- | -- | -- | -- | -- | -- | -- | -- | -- | -- | -- | -- | -- | -- |
| Terrain   | D  | E  | D  | D  | E  | D  | E  | D  | E  | D  | E  | D  | E  | D  | E  | D  | E  | D  | E  | E  | D  | E  | D  | E  | D  | E  | D  | E  | D  | E  | D  | E  | D  | E  |
| Résultats | N  | D  | V  | D  | D  | D  | N  | D  | N  | V  | V  | V  | N  | N  | D  | D  | D  | N  | N  | D  | V  | D  | V  | V  | V  | D  | V  | N  | V  | D  | D  | D  | N  | D  |
| Points    | 1  | 1  | 3  | 3  | 3  | 3  | 4  | 4  | 5  | 7  | 9  | 11 | 12 | 13 | 13 | 13 | 13 | 14 | 15 | 15 | 17 | 17 | 19 | 21 | 23 | 23 | 25 | 26 | 28 | 28 | 28 | 28 | 29 | 29 |
| Place     | 8  | 16 | 14 | 15 | 17 | 16 | 14 | 14 | 17 | 13 | 9  | 9  | 10 | 10 | 12 | 13 | 12 | 12 | 13 | 14 | 13 | 14 | 12 | 11 | 11 | 11 | 10 | 8  | 7  | 9  | 11 | 12 | 12 | 14 |

Source : Liste des rencontres

Terrain : D = Domicile ; E = Extérieur. Résultat: D = Défaite ; N = Nul ; V = Victoire.